# Callistemon genofluvialis
Callistemon genofluvialis là một loài thực vật có hoa trong Họ Đào kim nương. Loài này được Molyneux mô tả khoa học đầu tiên năm 1997.